# جورج جاكسون (دي جيه)
جورج جاكسون (بالإنجليزية: George Jackson)‏ هو  ودي جيه أمريكي، ولد في 24 أبريل 1969.